# Vlašimská pahorkatina
Geomorfologický celek Vlašimská pahorkatina je severovýchodní částí středočeské pahorkatiny a rozkládá se na ploše 1 240,39 km² na pomezí středních a jižních Čech. Jedná se o poměrně členitou pahorkatinu se střední výškou 492,1 metru v povodí Vltavy a Sázavy.

## Členění
Vlašimská pahorkatina se dále dělí na dva podcelky:
- Mladovožická pahorkatina (nejvyšší vrchol Velký Blaník, 638 metrů)
- Votická vrchovina (nejvyšší vrchol Javorová skála, 723 metrů)